# مارلون أيوفي
مارلون ريتر أيوفي موسكيرا (بالإسبانية: Marlon Ayoví) (مواليد 27 سبتمبر 1971 في غواياكيل) لاعب كرة قدم إكوادوري دولي يجيد اللعب في خط الوسط. يلعب حاليا لصالح نادي برشلونة الإكوادوري من سنة 2007.

## روابط خارجية
- مارلون أيوفي على موقع الاتحاد الدولي (مؤرشف)  (الإنجليزية)
- مارلون أيوفي على موقع قاعدة بيانات كرة القدم.إي يو (الإنجليزية)
- مارلون أيوفي على موقع ناشيونال فوتبول تيمز (الإنجليزية)
- مارلون أيوفي على موقع Soccerway.com (الإنجليزية)
- مارلون أيوفي على موقع عالم كرة القدم.نت (الإنجليزية)